# Diplycosia triangulanthera
Diplycosia triangulanthera är en ljungväxtart som beskrevs av J. J. Smith. Diplycosia triangulanthera ingår i släktet Diplycosia och familjen ljungväxter. Inga underarter finns listade i Catalogue of Life.